# GothBoiClique
GothBoiClique, abrégé GBC, est un collectif de rap emo américain situé à Los Angeles, en Californie. Il est formé en 2013 par Wicca Phase Springs Eternal, Cold Hart et Horse Head. Le nom du groupe vient d'un instrumental que Cold Hart a envoyé à Wicca Phase Springs Eternal. En 2016, le groupe publie une mixtape, Yeah It's True. Le collectif GBC s'inspire d'une mouvance de rappeurs qui apparaît à Memphis dans les années 1990, qui multipliait dans leurs textes et leurs imageries des références au suicide, aux drogues dures, au meurtre, ainsi qu'à l'occultisme.

## Membres

### Membres actuels
- Cold Hart[3]
- Doves[3]
- Fish Narc[3]

- JPDreamthug[3]
- Lil Tracy[3]
- Mackned[3]
- Wicca Phase Springs Eternal[3]

- Yawns[3]

- Sohetii

### Anciens membres
- Lil Peep (décédé en 2017)
- Horse Head

## Discographie

### Mixtapes
- Yeah It's True (2016)[1]

### Singles
- Tiramisu (2019)[1]